# Трамандаи
Трамандаи (порт. Tramandaí) — муниципалитет в Бразилии, входит в штат Риу-Гранди-ду-Сул. Составная часть мезорегиона Агломерация Порту-Алегри. Входит в экономико-статистический микрорегион Озориу. 
По данным Бразильского института географии и статистики, население муниципалитета в 2022 году составляло 54 587 человек, плотность населения — 380,65 чел./км².Занимает площадь 142,878 км². 

## История
Город основан 24 сентября 1965 года.

## Статистика
- Валовой внутренний продукт на 2003 год составляет 185.126.945,00 реалов (данные: Бразильский институт географии и статистики).
- Валовой внутренний продукт на душу населения на 2003 год составляет 5.228,69 реалов (данные: Бразильский институт географии и статистики).
- Индекс развития человеческого потенциала на 2000 год составляет 0,808 (данные: Программа развития ООН).